# Неуязвимият
„Неуязвимият“ (на английски: Unbreakable) е американски филм от 2000 г. със сценарист и режисьор М. Найт Шаямалан. Главните роли се изпълняват от Брус Уилис и Самюъл Джаксън.
През 2017 г. излиза филмът „На парчета“, в който Уилис прави камео поява като героя си Дейвид Дън, а след финансовия му успех Шаямалан започва работа по трети филм, озаглавен „Стъкления“, който ще излезе на 18 януари 2019 г.